# Jerzy Jurkiewicz

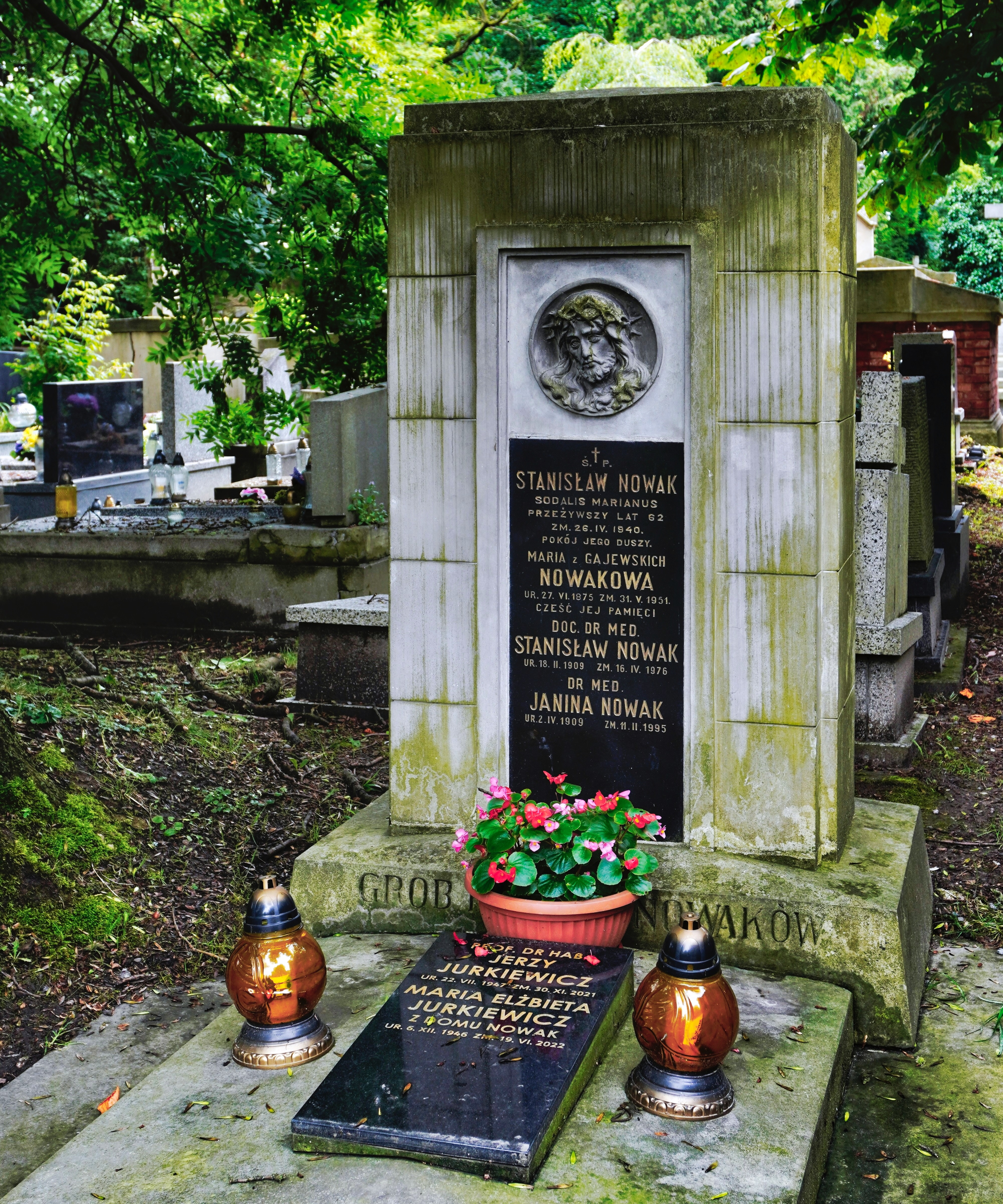
Grób Jerzego Jurkiewicza na cmentarzu Rakowickim w Krakowie

Jerzy Władysław Jurkiewicz (ur. 22 lipca 1947 w Krakowie, zm. 30 listopada 2021) – polski fizyk teoretyk, pracownik naukowy Uniwersytetu Jagiellońskiego, członek Polskiej Akademii Umiejętności.

## Życiorys
Jego ojciec, Leopold Jurkiewicz był fizykiem, matka, Irena Jurkiewicz, z d. Trzaska – geologiem.
W 1970 ukończył studia fizyczne na Uniwersytecie Jagiellońskim. Pracę magisterską o procesach wysokich energii badanych w eksperymentach napisał podkierunkiem Andrzeja Kotańskiego. Po studiach rozpoczął studia doktoranckie, po roku rozpoczął pracę w Instytucie Fizyki UJ, w Zakładzie Fizyki Teoretycznej. W 1975 uzyskał stopień doktora (pracę doktorską z zakresu fizyki wysokich energii napisał pod kierunkiem Kacpra Zalewskiego), w 1987 stopień doktora habilitowanego (na podstawie pracy Rozwinięcie słabego sprzężenia w chromodynamice kwantowej na sieci, w 1994 tytuł profesora.  W latach 2002–2017 kierował Zakładem Teorii Układów Złożonych UJ, należał do współzałożycieli (2003) Centrum Badań Złożonych im. Marka Kaca, w latach 2003–2007 był jego kierownikiem w latach 2009–2012 był dziekanem Wydziału Fizyki, Astronomii i Informatyki Stosowanej UJ. W 2018 przeszedł na emeryturę.
W swoich badaniach zajmował się początkowo teorią pola, następnie kwantową teorią silnych oddziaływań, a od lat 80. grawitacją kwantową.
W 2010 został członkiem korespondentem, w 2019 członkiem czynnym Polskiej Akademii Umiejętności. Był członkiem Rady PAU, jako delegat Walnego Zgromadzenia. Był jednym z założycieli Polskiego Towarzystwa Relatywistycznego (2011), następnie był jego wiceprezesem.
W 2004 został odznaczony Złotym Krzyżem Zasługi. W 2009 otrzymał Nagrodę Naukową im. Wojciecha Rubinowicza, w 2018 Nagrodę Rektora UJ „Laur Jagielloński”.
W 1969 poślubił Elżbietę Nowakównę, chemiczkę, która pracowała przez większą część kariery zawodowej w Akademii Górniczo-Hutniczej w Krakowie.
Pochowany na cmentarzu Rakowickim w Krakowie.